# Yin Chang
Yin Chang (New York, 23 aprile 1989) è un'attrice statunitense di origini coreane.

## Biografia
Nata e cresciuta a New York, è la maggiore di tre sorelle, ed è di discendenza taiwanese, malese e cinese, è nota per aver interpretato il ruolo di Nelly Yuki nella serie televisiva Gossip Girl.

## Filmografia

### Cinema
- Lawrence, regia di Gregory Mitnick - cortometraggio (2007)
- Paper Girl, regia di Michael Distelkamp - cortometraggio (2007)
- Prom - Ballo di fine anno (Prom), regia di Joe Nussbaum (2011)
- Cause of Death, regia di Alberto Belli - cortometraggio (2013)
- My Mother Is Not a Fish, regia di Constance Wu - cortometraggio (2013)

### Televisione
- Six Degrees - Sei gradi di separazione (Six Degrees) – serie TV, episodi 1x03-1x04 (2006)
- Law & Order - Unità vittime speciali (Law & Order - Special Victim Unit) – serie TV, episodio 8x12 (2007)
- Law & Order: Criminal Intent – serie TV, episodio 7x08 (2007)
- Gossip Girl – serie TV, 18 episodi (2008-2012)
- Weekends at Bellevue, regia di Jack Bender – film TV (2011)
- Love Bites – serie TV, episodio 1x06 (2011)
- Bling Ring, regia di Michael Lembeck - film TV (2011)
- Mom and Dad Undergrads, regia di Ron Oliver – film TV (2013)
- Gossip Girl – serie TV, episodi 1x05-2x06 (2021-2022)

## Doppiatrici italiane
Nelle versioni in italiano dei suoi film, Yin Chang è stata doppiata da:
- Letizia Ciampa in Gossip Girl.
- Alessia Amendola in Prom - Ballo di fine anno.